# 馬肉ラーメン

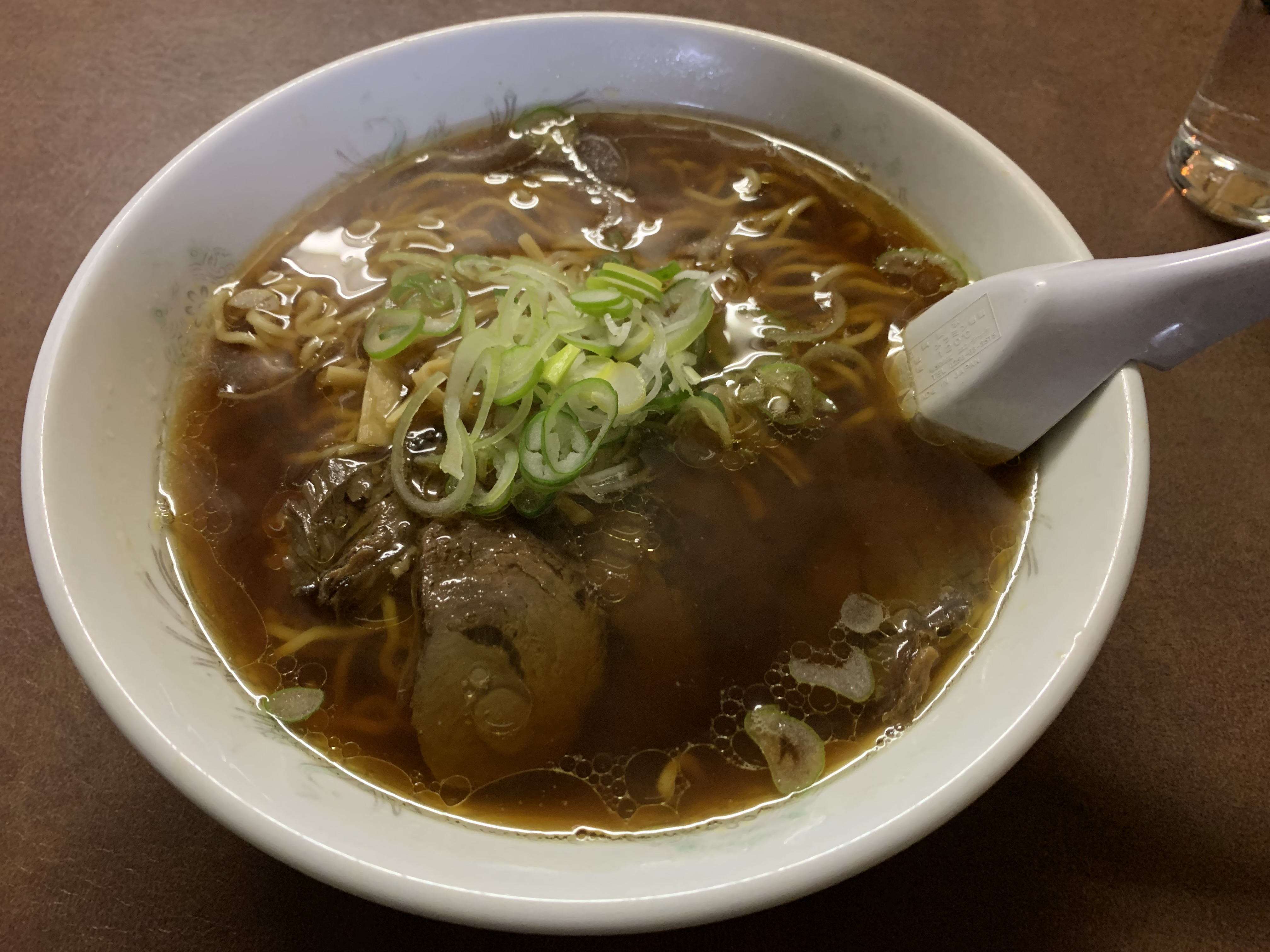
馬肉支那そば（まる久）

馬肉ラーメン（ばにくラーメン）は、山形県長井市で食されている馬肉を使ったラーメンの総称。
長井市は古くから農耕用の馬が多く、年老いて働けなくなった馬の肉を食する文化があった。また、第二次世界大戦までは軍馬の産地であったが、終戦後は軍馬の需要がなくなり、馬肉は豚肉の三分の一の値段で手に入る安価な肉となったため、馬肉をラーメンに活用するようになった。
長井市内ではラーメンに馬肉を用いるのは当然であったため、馬肉の名を入れていないことも多い。例えば、1953年（昭和28年）創業の「かめや食堂」では「中華そば」の名称で馬肉チャーシューを乗せたラーメンを販売しているほか、1930年（昭和5年）創業の「新来軒」の「支那そば」は馬肉チャーシューか豚肉チャーシューかを選択できる。ラーメンのスタイルもかめや食堂は醤油ベースのスープに太めの縮れ気味ストレート麺で、新来軒は馬と豚からとったスープを使った醤油風味薄めのあっさり塩味と異なる。